# Agrochola laciniatae
Agrochola laciniatae là một loài bướm đêm trong họ Noctuidae.